# Hickling, Norfolk
Hickling är en ort och civil parish i Storbritannien.   Den ligger i grevskapet Norfolk och riksdelen England, i den sydöstra delen av landet, 180 km nordost om huvudstaden London. Hickling ligger 3 meter över havet och antalet invånare är 906.
Terrängen runt Hickling är mycket platt. Havet är nära Hickling åt nordost. Runt Hickling är det tätbefolkat, med 356 invånare per kvadratkilometer. Närmaste större samhälle är Great Yarmouth, 19,6 km sydost om Hickling. 